# Rue89 Lyon
Rue89 Lyon est un site d'informations et d'investigations lyonnais fondé en 2011.

## Historique
Rue89 Lyon est lancé en novembre 2011, par trois anciens journalistes du magazine Lyon Capitale : Laurent Burlet, Dalya Daoud, Mickaël Draï ainsi que par Christophe Chelmis et Yannick Silvente,. Contrairement à Rue89 Marseille, projet piloté depuis Paris qui a échoué trois ans auparavant, le média lyonnais est créé et géré à Lyon,,.
Un an après son lancement, le site d'informations revendique 100 000 visiteurs mensuels,.
En 2021, Rue89 Lyon fête ses 10 ans et comptabilise 8 000 articles et enquêtes publiés,,.
Au printemps 2023, le pure-player lyonnais a lancé une campagne d'abonnements. Le média affiche, alors, 150 000 visiteurs mensuels,. Face à une « répartition [jugée] inéquitable des annonces légales », Rue89 Lyon  a saisi le tribunal administratif de Lyon à l'encontre de la Préfecture du Rhône. Il lui reproche de privilégier des acteurs historiques, comme Le Progrès,  pour diffuser ses annonces légales au détriment des médias indépendants,,,.
En novembre 2023, le média se transforme en une coopérative. Dalya Daoud et Laurent Burlet, deux cofondateurs du média ont quitté la direction, mais restent proches du journal,.

## Ligne éditoriale

### Fonctionnement
Rue89 Lyon s'est inspiré du modèle d’origine de Rue89, imaginé par Pierre Haski, Laurent Mauriac, Michel Lévy-Provençal et Pascal Riché: celui d’un média participatif à trois voix : les journalistes, les experts et les citoyens.

### Publications
Les publications portent sur l’actualité et l’investigation locales, et font l'objet de formats variés : enquêtes, reportages. Les thématiques privilégiées sont le suivi de l’extrême droite,, la prostitution (en donnant la parole aux TDS), les questions sociales, l’écologie, les mobilités, les politiques culturelles, la vie politique locale etc.
Parmi les publications notables, Rue89 Lyon a révélé des cas de harcèlements sexuels par le doyen de la Faculté de Lyon II. À la suite de la publication d'un article « Le Vieux Lyon ne veut pas devenir Facho Land », le journaliste et auteur de l'enquête, Laurent Burlet, a fait l'objet de plusieurs menaces et d'intimidations, dont une à son domicile, et a déposé plainte,.

### Partenariats
Rue89 Lyon a noué un partenariat éditorial avec Mediapart (en lien étroit avec des publications communes), Disclose, StreetPress et est membre du Spiil. Il a également participé au projet Crosscheck pour l'élection présidentielle en 2017. Le média lyonnais a été partenaire pendant un temps de l'hebdomadaire culturel local Le Petit Bulletin, ainsi qu'en 2023 par le Fonds pour une presse libre.
En raison de leur histoire commune, les trois antennes locales (Lyon, Strasbourg et Bordeaux) entretiennent des liens journalistiques, travaillent via le même site internet et proposent régulièrement des dossiers écrits en commun.

## Organisation
En novembre 2023, l'équipe est composée de trois salariés à temps plein et d'un noyau dur de journalistes indépendants. La rédaction en chef est tournante autour de Pierre Lemerle, Marie Allenou, et Élian Delacôte.

### Forme juridique et indépendance
L'indépendance du média repose à la fois sur sa forme juridique (une SCOP qui appartient à ses salariés) et sur son modèle économique reposant majoritairement sur l'abonnement payant,,.
L'entreprise Six Neuf médias qui édite Rue89 Lyon est indépendante du site Rue89 et des autres éditions locales, tout en reprenant la marque et la charte graphique. Il s'agit de la première déclinaison locale de Rue89, s'ensuivirent Rue89 Strasbourg en 2012 et Rue89 Bordeaux en 2014.

## Modèle économique
Le modèle économique de Rue89 Lyon repose sur les abonnements, la publicité ainsi que sur les annonces légales,.
Initialement, le modèle économique du média reposait sur la publicité et les annonces légales mais n'était plus suffisant depuis la crise sanitaire. Ils sont passés à un modèle économique reposant majoritairement sur leurs lecteurs via abonnement payant,.
À sa création, le capital du média reposait sur des fonds propres des cofondateurs et d'un apport du directeur du Petit Bulletin (via une holding).